# Lillian Beckwith
Lillian Beckwith (eigentlich Lillian Comber, geborene Lloyd; * 25. April 1916 in Ellesmere Port, Cheshire; † 3. Januar 2004 auf der Isle of Man) war eine englische Schriftstellerin.

## Leben
Beckwith wurde 1916 als Lillian Lloyd geboren. Der Krämerladen ihres Vaters war der Hintergrund für ihr erstes autobiographisches Buch, das das Familienleben um 1920 aus der Sicht eines Kindes schildert.
1937 heiratete sie Ted Comber, mit dem sie 1942, während des Zweiten Weltkriegs, auf die Isle of Skye zog, wo das Paar nahezu zwanzig Jahre lang lebte. Ihre Erfahrungen dort hat Beckwith in weiteren warmherzigen Büchern geschildert. Nachdem sie die Hebriden verlassen hatte, zog sie 1962 auf die Isle of Man, wo sie bis zu ihrem Tode im Jahr 2004 lebte.

## Werke
- 1959 The Hills Is Lonely (1973 deutsch: Ein ungewöhnlicher Urlaub, Übersetzung: Eva-Maria Ledig, sowie 1993 In der Einsamkeit der Hügel, Übersetzung: Isabella Nadolny)
- 1961 The Sea for Breakfast (1973  deutsch: Oft ist es zum Lachen, Übersetzung: Eva-Maria Ledig, sowie 1993 Die See zum Frühstück, Übersetzung: Isabella Nadolny)
- 1964 The Loud Halo (1994 deutsch: Auf den Inseln auch anders, Übersetzung: Isabella Nadolny)
- 1967 Green Hand
- 1968 A Rope –  in Case (1995 deutsch: Ein frischer Wind vom Meer, Übersetzung: Isabella Nadolny)
- 1971 About My Father's Business
- 1973 Lightly Poached (1996 deutsch: Der Lachs im Pullover, Übersetzung: Isabella Nadolny)
- 1975 Beautiful Just
- 1976 Lillian Beckwith's Hebridean Cookbook
- 1978 Bruach Blend
- 1981 The Spuddy (deutsch: Strolch, der Zufallshund, Übersetzung: Ulla de Herrera)
- 1984 A Shine of Rainbows
- 1986 A Proper Woman
- 1988 The Bay of Strangers
- 1989 The Small Party
- 2002 A Breath of Autumn